# Рафал з Тарнова
Рафаїл Лелівіта з Тарнова гербу Леліва (пол. Rafał z Tarnowa; до 1330, Тарнів — 1372 або 1373) — засновник роду Тарновських. Був сандомирським підкоморієм (приблизно з 1354), вісьліцьким каштеляном (приблизно з 1367). Власник тарнівських і вєловєських (тепер частина Тарнобжега) маєтностей.

## Родина
Був сином Спиціміра Лелівіти і Станіслави з Богоріїв (доньки Пйотра Богорії — воєводи сандомирського). Мав братів і сестер: Чухну з Тарнова (дружина Міжана з Парховіч), Нєвстонпа з Тарнова (помер 1345 р.), Пакослава з Тарнова і Яна з Мельштина (каштеляна краківського).
Дружина — Дзєржка з Вєловсі, донька Дзєржикрая з Вєловсі. Мав двоє дітей:
- Ян з Тарнова (народився до 1349, помер 1409) — краківський каштелян;
- Спитек з Тарнова — краківський підкоморій.